# André Hovelacque
Pour les articles homonymes, voir Hovelacque.
André Édouard Émile Hovelacque, né le 29 mars 1880 dans le 7e arrondissement de Paris et mort dans le 16e arrondissement de Paris le 19 juillet 1939, est un anatomiste français ayant particulièrement étudié l’anatomie du système nerveux périphérique.

## Résumé biographique
Fils d'Abel Hovelacque, il épousa, en 1911, Madeleine Lévi Alvarès, elle-même docteur en médecine et arrière-petite-nièce de David Lévi Alvarès.
Interne des hôpitaux de Paris en 1905, il est nommé aide d'anatomie en 1908. Il est chargé de cours d'anatomie en 1924, chef de travaux anatomiques en 1927 et enfin professeur sans chaire à partir de 1932.

## Publications
- Anatomie descriptive et topographique des racines rachidiennes postérieures : les divers procédés de radicotomie postérieure (opérations de Foerster (en), Van Gehuchten, Guleke), Nancy, Berger-Levrault, 1912, 101-II p.-[III] f. de pl., 1 vol. : ill. ; in-8° (lire en ligne sur Gallica).
- Les Nerfs crâniens : anatomie macroscopique, Paris, Presses Universitaires de France, 1923, 216 p., 1 vol. ill., pl. ; in-8° (lire en ligne sur Gallica).
- Anatomie des nerfs crâniens et rachidiens et du système grand sympathique chez l'homme, Paris, Gaston Doin et Cie, 1927, 873 p., 27 cm (OCLC 912073315, lire en ligne).